# Bolyphantes kolosvaryi
Bolyphantes kolosvaryi är en spindelart som först beskrevs av Lodovico di Caporiacco 1936.  Bolyphantes kolosvaryi ingår i släktet Bolyphantes och familjen täckvävarspindlar. Inga underarter finns listade.